# Scleroglossa
Scleroglossa — підряд лускатих (Squamata), який містить ящірки і змії. Назва походить з грецької skleros, означає важкий і glossa — язик.
Традиційно, Squamata поділений на Scleroglossa і Iguania. Цей розподіл заснований на особливостях язика; ігуани мають мускульний язик і користуються язиковою здатністю захоплювання їжі, тоді як склероглоси мають тверді язики і користуються зубами і щелепами, щоб захопити їжу, використовіючи язик для сенсорної діяльності.

## Класифікація
- Інфраряд Amphisbaenia
- Інфраряд Anguimorpha
- Інфраряд Gekkota
- Інфраряд Scincomorpha
- Інфраряд Serpentes — snakes